# Nomophila
Nomophila é um gênero de mariposa pertencente à família Crambidae.